# Lygocoris ostryae
Lygocoris ostryae är en insektsart som först beskrevs av Knight 1917.  Lygocoris ostryae ingår i släktet Lygocoris och familjen ängsskinnbaggar. Inga underarter finns listade i Catalogue of Life.